# لیزا ناکازونو-وگووسکا
لیزا ناکازونو (به لاتین:Lisa Nakazono، به ژاپنی: 中園理沙‏، تلفظ: "Nakazono Risa" و 中園理沙‏، تلفظ: Nakazono Lisa) (زادهٔ ۱۵ فوریهٔ ۱۹۸۴) نوازندهٔ پیانو اهل ژاپن است.
او با «سونی میوزیک»، استودیو جیبلی، و چند شرکت ژاپنیِ دیگر قراردادِ همکاری دارد و خود نیز صاحب دفتری فعال است.
نام اصلیِ او «ریسا ناکازونو» (Risa Nakazono) است و املای غربی‌شدهٔ "Lisa" را در اولین انتشارِ سی‌دیِ خود به‌کار برد.
ناکازونو در توکیو زندگی می‌کند.
ناکازونو آموزش نواختنِ پیانو را از چهارسالگی آغاز کرد.
معروفیتِ ناکازونو بیشتر به‌خاطر اجرای آثار پیانوییِ فردریک شوپن است. او تورهای متعدد برگزار کرده و در تورهای خود، آثار شوپن و فرانتس لیست را نواخته‌است.